# 4A busz (Mosonmagyaróvár)
A mosonmagyaróvári 4A jelzésű autóbusz a Vasútállomás megállóhelytől közlekedik az Autóbusz-végállomás megállóhelyig, egy irányban. A vonalat a Volánbusz üzemelteti.

## Közlekedése
Csak tanítási munkanapokon közlekedik, a reggeli csúcsidőben kétszer.

## Útvonala
| Vasútállomás → Kossuth Lajos utca → Városháza → Autóbusz-végállomás |
| --- |
| Vasútállomás – Hild János tér – Kossuth Lajos utca – Kossuth Lajos utca – Szent István király út – Fő út – Kapucinus utca – Gorkij utca – Terv utca – Szekeres Richárd utca – TESCO Áruház parkoló – Autóbusz-végállomás |

## Megállóhelyei
| 0  | Vasútállomás                                       |                                               | Mosonmagyaróvár Hild János tér |
| 1  | Ostermayer utca                                    | 6, 7                                          | |
| 3  | Damjanich János utca                               | 6                                             | |
| 4  | Lőpor utca                                         | 6                                             | Móra Ferenc lakótelep, Református templom, Móra Ferenc Általános Iskola, Hunyadi Mátyás Szakképző és Szakközépiskola, Mosonvármegyei Múzeum                                                  |
| 6  | Evangélikus templom                                | 1, 1B, 1K, 3, 3K, 4, 4H, 5, 5A, 5H, 5K, 5R, 6 | Karolina Kórház és Rendelőintézet, Evangélikus templom, Régi Vámház tér, Városkapu tér, ÁNTSZ, Bolyai János Informatikai és Közgazdasági Szakgimnázium, Mosonmagyaróvári Járásbíróság, Posta |
| 8  | Városháza                                          | 1, 1B, 2, 3, 4, 4H, 5, 5A, 5H, 5K, 5R, 6      | Városháza, Deák Ferenc tér, Posta, Óvári Szűz Mária Királynő és Szent Gotthárd templom, Óváros                                                                                               |
| 9  | Kossuth Lajos Gimnázium                            | 1, 2, 3                                       | Kossuth Lajos Gimnázium, 48-as tér, Lourdesi Szűz Mária kápolna, Földhivatal, Vár tó |
| 10 | Terv utca, Ifjúság utca (Korábban: Terv utca, ABC) | 1, 2, 3                                       | |
| 11 | Hold utca                                          | 1, 2, 3                                       | Fekete István Általános Iskola |
| 13 | Autóbusz-végállomás                                | 1, 1K, 2, 3, 3K, 5A, 5H, 5K, 5R, 6, 7, 7I, 7M | Autóbusz-állomás, TESCO Hipermarket, Park Center, ÉNYKK Zrt. |